# Montalbán (Teruel)
Montalbán ist eine spanische Gemeinde in der Provinz Teruel, die zur Autonomen Region Aragonien gehört. Sie ist einer der beiden Hauptorte der Comarca (Kreis) Cuencas Mineras. Montalbán hatte 2024 1.165 Einwohner. 

## Lage
Montalbán liegt circa 50 Kilometer nordöstlich der Provinzhauptstadt Teruel in einer Höhe von ca. 970 m. 

## Bevölkerungsentwicklung
| Jahr      | 1970 | 1981 | 1991 | 2001 | 2011 | 2021 |
| Einwohner | 2394 | 2135 | 1789 | 1538 | 1355 | 1238 |

## Sehenswürdigkeiten
- Burg von Montalbán
- Jakobus-der-Ältere-Kirche
- Rathaus

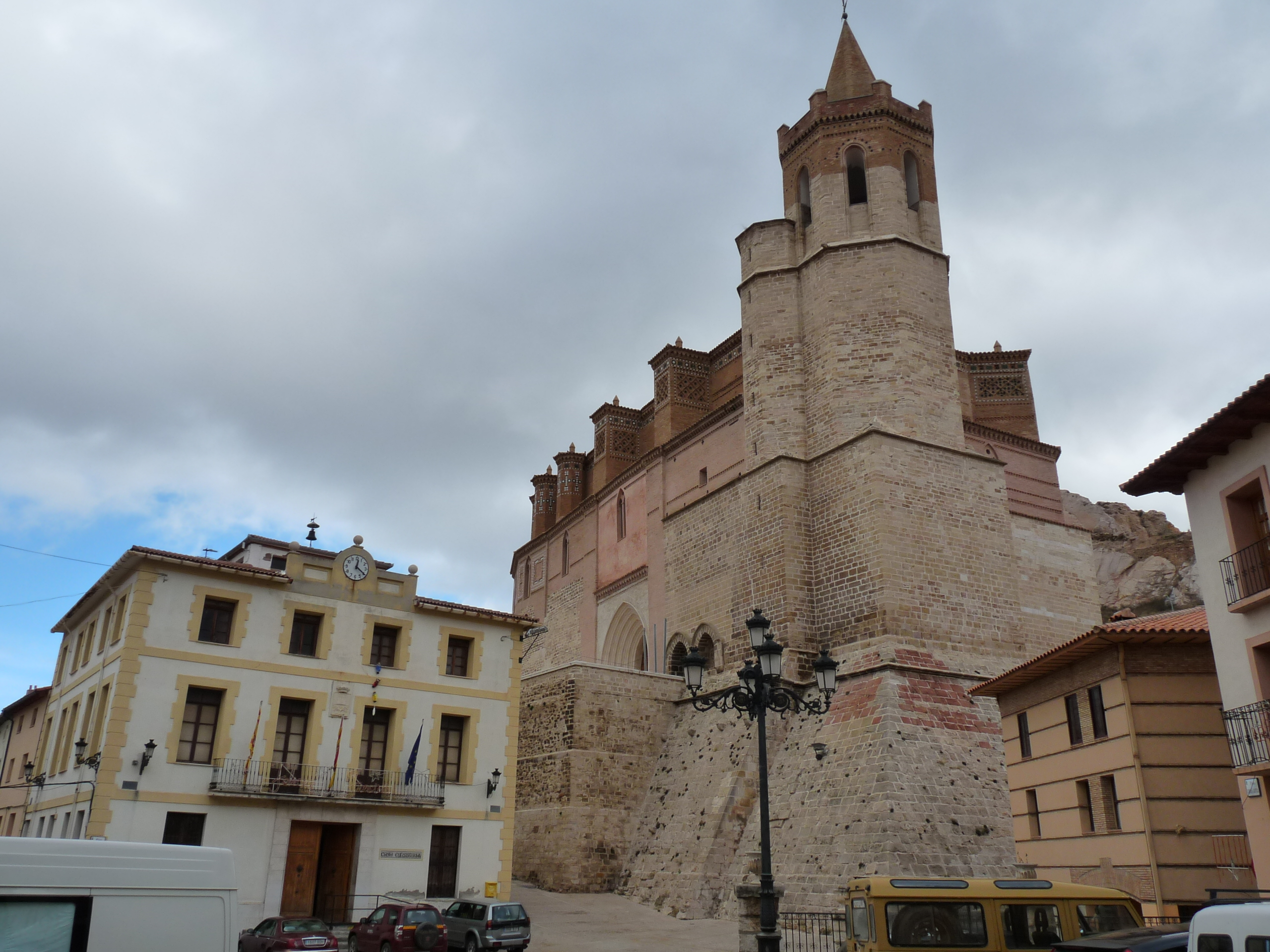
Kirche Jakobus der Ältere und Rathaus